# Petronila de Aragão
Petronila de Aragão (Huesca, 29 de junho de 1136 — Barcelona, 15 de outubro de 1173) foi rainha de Aragão entre 1157 e 1164 e condessa de Barcelona entre 1162 e 1164. Era filha de Ramiro II de Aragão com Inês da Aquitânia, portanto neta materna do duque Guilherme IX da Aquitânia.

## Biografia
Com quase dois anos de idade, Petronila foi casada pelo seu pai por contrato com o conde Raimundo Berengário IV de Barcelona. Imediatamente após, seu pai, Ramiro II, retirou-se para o mosteiro de São Pedro, o Velho, de Huesca, conservando para si o título de rei, enquanto o conde de Barcelona, noivo de Petronila, como príncipe regente, assumiu o governo da Coroa de Aragão. Petronila foi educada na corte condal de Barcelona.
O casamento de Petronila com Raimundo Berengário IV foi celebrado treze anos depois em Lérida, em agosto de 1150, quando a rainha atingiu a idade requerida pelo direito canónico para poder consumar o matrimónio, catorze anos.

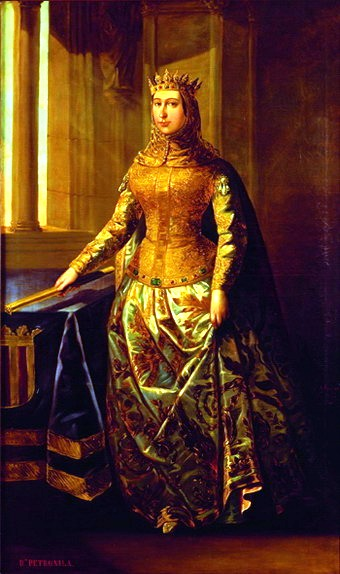
Retrato póstumo do século XIX.

Em março de 1157 nasceu em Huesca Raimundo, o herdeiro do casal real, que reinaria com o nome de Afonso II de Aragão em honra a Afonso I de Aragão. Depois da morte de Raimundo Berengário IV em 1162, Petronila abdicou do Reino de Aragão e do Condado de Barcelona em nome do seu filho Afonso, em documento de 18 de julho de 1164. Petronila morreu em Barcelona a 17 de outubro de 1174, e foi enterrada na Catedral de Barcelona.

## Descendência

Signum regis (firma real) de Petronila de Aragão.

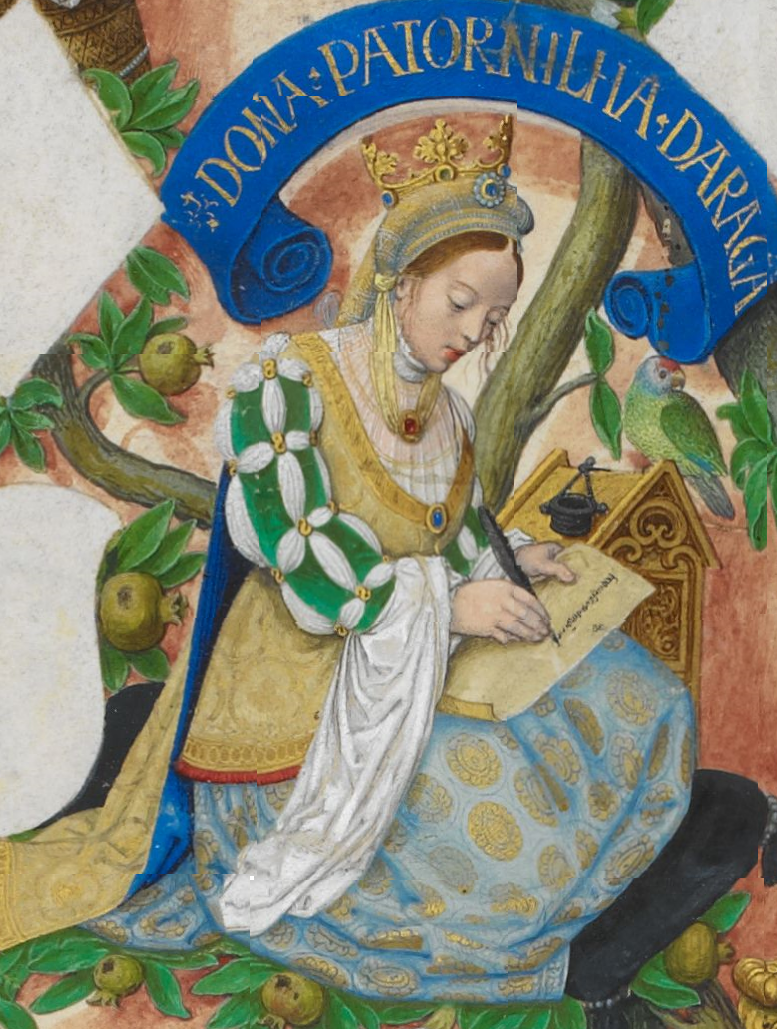
A rainha D. Petronila na Genealogia dos Reis de Portugal.

Do seu matrimónio com Raimundo Berengário IV nasceram:
- Pedro de Aragão (1152 - antes de 1158)[4]
- Afonso II de Aragão (1157–1196), sucessor dos pais no Reino de Aragão e no Condado de Barcelona.[4]
- Raimundo Berengário IV da Provença (1158–1181), conde da Provença e da Cerdanha
- Dulce de Aragão(1160-1198), casada em 1174 com o rei D. Sancho I de Portugal
- Sancho de Barcelona e Aragão (1161–1223), conde da Cerdanha, Provença e Rossilhão.